# بيرنارد جانشيك
بيرنارد جانشيك (بالألمانية: Bernhard Janeczek)‏ (10 مارس 1992 بفيينا في النمسا - ) هو لاعب كرة قدم نمساوي في مركز الدفاع. شارك مع منتخب النمسا تحت 17 سنة لكرة القدم ومنتخب النمسا تحت 19 سنة لكرة القدم ومنتخب النمسا تحت 20 سنة لكرة القدم ومنتخب النمسا تحت 21 سنة لكرة القدم ومنتخب النمسا لكرة القدم. أما مع النوادي، فقد لعب مع أدميرا فاكر مودلينغ وبوروسيا مونشنغلادباخ وBorussia Mönchengladbach II ‏ ونادي رييد.

## روابط خارجية
- بيرنارد جانشيك على موقع قاعدة بيانات كرة القدم.إي يو (الإنجليزية)
- بيرنارد جانشيك على موقع Soccerway.com (الإنجليزية)
- بيرنارد جانشيك على موقع عالم كرة القدم.نت (الإنجليزية)